# 山东省金融业
山东省金融业是山东省经济的重要组成部分。虽然山东经济总量在全国名列第三，但金融业发展迟缓，金融业规模在全国排名20位以后。2012年，山东省金融业增加值为1936.11亿元，占GDP比重4%，金融从业人员仅占全省从业人员的2%。十二五期间，山东金融业发展迅速，2015年山东省金融业增加值为3130.6亿元，比2012年增长了61.7%。2015年，山东金融业增加值占山东省地区生产总值比重已达5%，金融业实现地方税收占全部地方税收的比重达到10.7%，成为支柱产业。《山东省人民政府关于加快全省金融改革发展的若干意见》提出要到2017年底，山東金融業增加值占生產總值的比重要達到5.5%以上，占服務業增加值的比重達12%以上。

## 银行业
1996年，齐鲁银行成立，成为全国首批、山东省第一家设立的城商行，也是全国第四家、山东省首家引进境外战投、实现中外合作的地方银行。2015年6月29日在新三板挂牌上市。其他重要的城市商业银行还有青岛银行、烟台银行、莱商银行、日照银行等。

## 保险业
十二五期间，山东保险业发展迅速，保险省级公司从57家增加到2015年末的81家，分支机构达到6061家。保费收入从2010年的800亿，增长到2015年的1543亿，年均增速达14%，是山东省经济发展最快的行业之一。

## 证券业
2015年，山东有上市公司162家，有两家大型证券公司（中泰证券和中信万通），三家期货公司，市价总值18983.9亿元。
鲁证期货是最大的期貨公司，于2015年7月9日在港交所主板上市。